# William Henry Smith
William Henry Smith (24. června 1825, Londýn, Anglie – 6. října 1891, Walmer Castle, Anglie) byl britský podnikatel a politik. Za Konzervativní stranu byl dlouholetým poslancem Dolní sněmovny, v několika vládách zastával funkce ministra námořnictva (1877–1880) a ministra války (1885–1886, 1886–1887).

## Životopis

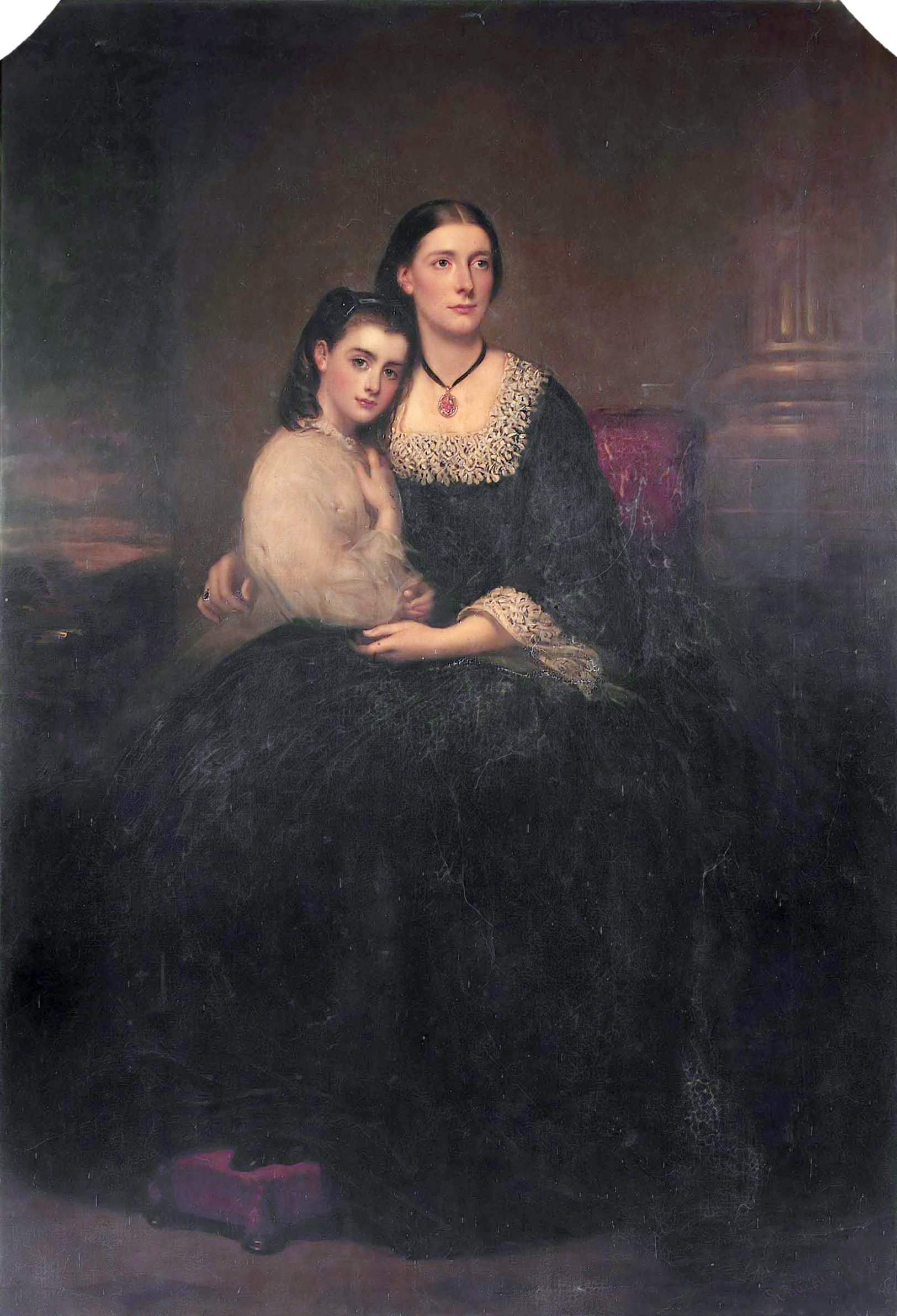
Emily Smith, rozená Danvers, s dcerou

Pocházel z významné podnikatelské rodiny, která v roce 1792 založila nakladatelství W H Smith, narodil se jako jediný syn nakladatele Williama Henryho Smitha (1792-1865) a po středoškolských studiích pracoval pro rodinnou firmu. Rodina tehdy využila rychlého rozvoje železnic a zavedla prodej novin a knih ve stáncích na nádražích. Úspěch v podnikání mu pak umožnil vstup do politiky a v roce 1868 byl zvolen do Dolní sněmovny za prestižní volební obvod Westminster. Poslancem zůstal 23 let až do své smrti. V Disraeliho vládě byl nejprve státním podtajemníkem na ministerstvu financí (1874–1877), po předčasném úmrtí G. W. Hunta přešel do funkce prvního lorda admirality (1877–1880), od roku 1877 byl zároveň členem Tajné rady. V letech 1880–1885 byl v opozici, v první Salisburyho vládě byl ministrem války (1885–1886) a v roce 1886 krátce státním sekretářem pro Irsko. V druhém Salisburyho kabinetu byl opět ministrem války (1886–1887) a nakonec prvním lordem pokladu a mluvčím vlády v Dolní sněmovně (1887–1891). Krátce před smrtí byl jmenován lordem strážcem pěti přístavů, úřad ale oficiálně nestihl převzít a zemřel na hradě Walmer Castle, který byl s výkonem tohoto postu spojen. Od roku 1878 byl členem Královské společnosti.
V roce 1858 se oženil s Emily Danvers (1828–1913), s níž měl šest dětí. Starší syn Henry Walton Smith (1865–1866) zemřel v dětství, pokračovatelem rodu byl mladší syn Frederick Smith, 2. vikomt Hambleden (1868–1928).
Měsíc po manželově úmrtí získala vdova Emily titul vikomtesy Hambleden odvozený od rodového sídla v hrabství Buckingham. Současným představitelem rodu je William Henry Smith, 5. vikomt Hambleden (*1955), který je partnerem Anni-Frid Lyngstadové (*1945), zpěvačky bývalé skupiny ABBA, s níž žije ve Švýcarsku.